# Riggins (Idaho)
Riggins é uma cidade localizada no estado americano de Idaho, no Condado de Idaho.

## Demografia
Segundo o censo americano de 2000, a sua população era de 410 habitantes.
Em 2006, foi estimada uma população de 407, um decréscimo de 3 (-0.7%).

## Geografia
De acordo com o United States Census Bureau tem uma área de
0,8 km², dos quais 0,8 km² cobertos por terra e 0,0 km² cobertos por água. Riggins localiza-se a aproximadamente 555 m acima do nível do mar.

## Localidades na vizinhança
O diagrama seguinte representa as localidades num raio de 68 km ao redor de Riggins.